# Papyrus 33
Papyrus 33 (nach Gregory-Aland mit Sigel {\displaystyle {\mathfrak {P}}}33 bezeichnet) ist eine frühe griechische Abschrift des Neuen Testaments. Dieses Papyrusmanuskript der Apostelgeschichte enthält nur die Verse 7:6–10.13–18; 15:21–24.26–32. Mittels Paläographie wurde es auf das 6. Jahrhundert datiert. {\displaystyle {\mathfrak {P}}}58 war Teil desselben Kodex, zu dem auch {\displaystyle {\mathfrak {P}}}33 gehört.
Der griechische Text des Kodex repräsentiert den Alexandrinischen Texttyp. Kurt Aland ordnete ihn in Kategorie I ein.
Es wird heute in der Papyrussammlung der Österreichischen Nationalbibliothek (Pap. G. 17973, 26133, 35831, 39783) in Wien aufbewahrt.